# الخلية (فلم 2000)
الخلية (بالإنجليزية: The Cell) هو فيلم رعب نفسي خيال علمي من إخراج ترسيم سينغ وبطولة جينيفر لوبيز، فينس فون وفينسنت دونوفريو. صدر الفيلم في الولايات المتحدة في 18 أغسطس 2000.

## وصلات خارجية
- مقالات تستعمل روابط فنية بلا صلة مع ويكي بيانات